# Clubiona parallela
Clubiona parallela är en spindelart som beskrevs av Hu och Li 1987. Clubiona parallela ingår i släktet Clubiona och familjen säckspindlar. Inga underarter finns listade i Catalogue of Life.